# Dc
dc (desk calculator) — пакунок для арифметичних обчислень із довільною точністю в UNIX-системах. Зазвичай він оперує цілими числами в десятковій системі числення, однак можна задати системи числення для введення і виведення, а також точність обчислень. Загальна структура dc — стековий калькулятор, який використовує зворотний польський запис.
Синтаксис виклику:
dc  [файл]
Якщо аргумент вказано, то спочатку введення виконується з файлу, а потім зі стандартного вхідного потоку.

## Допустимі операції
dc розпізнає такі конструкції:
| число         | Значення числа поміщається в стек. Число — неперервний ланцюжок цифр 0-9 або букв A-F (шістнадцяткові цифри). На початку може стояти знак підкреслення _ для введення від'ємного числа. Число може містити десяткову крапку. |
| + − / * % ^ ~ | Верхні два числа стека додаються (+), віднімаються (−), множаться (*), ділятися (/), береться остача (%), виконується піднесення до степеня (^) або відбувається ділення з остачею (~). ^: обидва операнди добуваються зі стека і результат поміщається назад у стек. Дробова частина показника степеня нехтується. ~: обидва операнди добуваються зі стека, другий ділиться на перший, результат і остача від ділення поміщається в стек (операція SdSn lnld/ LnLd% дає такий самий результат). |
| sx, Sx        | Добувається вершина стека і поміщається в регістр з назвою x, де x — будь-який символ ASCII. Якщо конструкція має вигляд Sx, то x розглядається як стек, у який і поміщається добуте значення. |
| lx, Lx        | Значення, що зберігається в регістрі x, поміщається в стек. Регістр x не змінюється. Спочатку всі регістри ініціалізуються нулем. Якщо конструкція має вигляд Lx, то x розглядається як стек, його вершина добувається і поміщається в головний стек. |
| d             | Вершина стека подвоюється. |
| p             | Виводиться вершина стека (без видалення зі стека). |
| P             | Якщо вершина стека — ланцюжок символів, то вона друкується і видаляється зі стека. Якщо вершина стека є числом, то воно друкується як послідовність байтів і видаляється зі стека. |
| f             | Виводяться всі елементи стека (без видалення). Зручно для налагодження програм. |
| q             | Завершує роботу програми. При виконанні ланцюжка символів рівень рекурсії зменшується на два. |
| Q             | Завершує роботу програми. Вершина стека добувається і рівень рекурсії зменшується на отримане значення. |
| x             | Вершина стека трактується як ланцюжок символів, що містить команди dc, і виконується. |
| X             | Вершина стека замінюється кількістю цифр у її дробовій частини. |
| [..]          | Ланцюжок символів, взятий у дужки, поміщається у вершину стека. |
| =x            | Два верхні елементи стека добуваються і порівнюються. Якщо вони задовольняють зазначеній умові, то вміст регістра x розглядається як команда dc і виконується. Можна використовувати також знаки порівняння < і > та їх заперечення !< і !>. |
| v             | Верхній елемент стека замінюється квадратним коренем з нього. Якщо він мав дробову частину, то вона враховується, інакше точність обчислення залежить від команди k. |
| !             | Залишок рядка інтерпретується як команда shell. |
| c             | Очищення стека. |
| i             | Вершина стека добувається і використовується як основа системи числення при введенні. Команда I поміщає використану при введенні основу системи числення у вершину стека. |
| o             | Вершина стека добувається і використовується як основа системи числення при виведенні. Команда o поміщає використану при виведенні основу системи числення у вершину стека. |
| k             | Добувається вершина стека; вона використовується для задання точності обчислень — кількості знаків у дробовій частині при виведенні і при виконанні множення, ділення, піднесення до степеня і добування кореня. |
| z             | У стек поміщається кількість його елементів. |
| Z             | Число у вершині стека замінюється його довжиною (без урахування десяткової крапки, знака мінус і початкових нулів, навіть якщо вони після десяткової крапки). |
| ?             | Зі стандартного вхідного потоку вводиться один рядок і виконується. |
| ;:            | Використовуються для операцій із масивами. |

## Приклад використання
Вивести факторіали перших 10 натуральних чисел:
```
[la1+dsa*pla10>y]sy
0sa1
lyx
```

Квайн (програма, яка виводить саму себе):
```
[91Pn[dx]93Pn]dx

[91PP93P[dx]P]dx
```